# Achankovil
L'Achankovil, també anomenat Kalladeva, és un riu de l'estat de Kerala a l'Índia, que neix al peu del pas d'Achenkoil i té un curs en direcció nord-oest d'uns 100 km fins a desaiguar al Pambaiyar.
A la seva riba destquen les poblacions de Pandalam i Mauvalikarai.